# Bazilica din Vézelay
Bazilica Sainte-Marie-Madeleine de Vézelay (în franceză Basilique Sainte-Marie-Madeleine de Vézelay) este o fostă abațială franceză din secolul al XII-lea situată la Vézelay, în departamentul Yonne, în Bourgogne-Franche-Comté. Loc important al creștinătății în Evul Mediu, Vézelay este un important loc de pelerinaj pe Drumul Sfântului Iacob.
Construită între 1120 și 1150, Bazilica din Vézelay este o ilustrare majoră a arhitecturii romanice și a artei romanice în general. Timpanul din interiorul pronaosului, prezentându-l pe Cristos în slavă, este una dintre capodoperele sculpturii romanice. Reconstruit la sfârșitul secolului al XII-lea, corul prezintă un stil gotic care mărește luminozitatea bazilicii și ajută la întărirea simbolismului acesteia în jurul temei luminii divine. Trecând de la pronaos la naos și apoi la cor, vizitatorul progresează dintr-un spațiu întunecat într-un spațiu din ce în ce mai luminos, ilustrând transformarea interioară a credincioșilor. În fiecare an, la solstițiul de vară, când Soarele atinge culminația, lumina solară care trece prin ferestrele de sud proiectează o linie de puncte luminoase în mijlocul navei, cu o precizie riguroasă, care transmite intenția arhitectului de a-și înscrie construcția într-o dimensiune cosmică.
Renovată de Viollet-le-Duc începând din 1840, bazilica a făcut obiectul unui clasament și figurează în prima listă a monumentelor istorice, cea din 1840. În 1979, ea a fost înscrisă pe lista patrimoniului mondial al UNESCO.
Din 1993, serviciul liturgic este asigurat de Fraternitatea Monastică de la Ierusalim. Serviciile divine au loc de mai multe ori pe zi.

## Istoria abației

### Contextul Franței dinsecolul al IX-lea
După moartea carolingianului Ludovic cel Pios în 840, imperiul s-a dezmembrat; după trei ani de războaie fratricide, fiul său, Carol Pleșuvul, devine rege în Francia Occidentală din 843 (prin Tratatul de la Verdun) până în 877 și a fost încoronat împărat al Occidentului în 875. Dar sub presiunea raidurilor vikingilor și a sarazinilor, autoritatea regală a fost puternic slăbită, iar prinții teritoriali și seniorii și-au luat independența de facto, deosebit de pronunțată la sud de Loara. Este începutul feudalității.
La mijlocul secolului al IX-lea, contele de Burgundia Girart de Roussillon își dă seama că Carol cel Pleșuv, care a deși se apropiase de frații și nepoții săi prin tratate și alianțe, nu va renunța să-și însușească sudul Burgundiei și să lege Lyonul și Vienne de Mâcon și Autun. Când Ludovic al II-lea „Germanicul” a atacat domeniul regal în 858, Carol Pleșuvul s-a refugiat în Burgundia. De altfel, are un sprijin puternic în regiune: abația Saint-Germain din Auxerre este  credincioasă puterii regale (tendință care se regăsește de-a lungul secolelor și războaielor pentru această abație). Carol cel Pleșuv a venit acolo la 28 august 841 (la două luni după Bătălia de la Fontenoy din 25 iunie, împotriva fratelui său Lothar), pentru mutarea moaștelor Sfântului Germain și în 859, pentru sfințirea criptelor abației. Abația Saint-Germain din Auxerre se afla atunci în vârful primei sale faze de influență intelectuală: în acel moment, abația avea până la șase sute de călugări și cinci mii de studenți; era unul dintre principalele centre intelectuale ale secolului, iar influența sa nu trebuie neglijată.

### O dublă fondare eminamente politică prin 859
Riposta contelui Girard este simplă și eficace: a fondat două mănăstiri în două locuri extrem de strategice, le-a pus sub protecția directă a papei, adică nefiind la îndemâna confiscărilor regale, el rezervându-și uzufructul. Aceste două mănăstiri sunt, pe de o parte, Saint-Père, dieceza de Autun și pagus de Avallon, iar pe de altă parte Pothières, dieceza de Langres și pagus de Lassois, la nord de actualul departament Côte-d'Or. 
Prima este o mănăstire de călugărițe, iar a doua o mănăstire de călugări. Cea de-a doua a fost fondată în 858 sau 859 de conte și de soția sa, Berthe, pe actualul loc al satului Saint-Père și cu hramul Fecioara Maria. Ca accesoriu la aceste manipulări politice din partea seculară, călugării își câștigă emanciparea de la episcopii lor respectivi - Autun și Langres, ceea ce reduce în mod corespunzător puterea episcopală în fața autorității laice.
Nu doar abația de călugărițe Saint-Père și cea de călugări de la Pothières sunt amândouă situate la limita terenurilor contelui și sunt adiacente celor efectiv controlate de Carol Pleșuvul, dar cele două pagi dau amândouă acces la Valea Senei, la nord, iar pagus-ul de Avalon la Loara, la vest. Pagusul Avallon este și un loc de schimb între eparhiile Auxerre și Autun. La Saint-Père, această poziție a postului de frontieră este deosebit de evidentă, cu satul de pe malul stâng al râului Cure sub domeniul regal și mai multe dependințe și cătune pe malul drept sub Ducatul Burgundiei.
O bulă pontificală a papei Nicolae I din 863 garanta protecția directă a Sfântului Scaun a abației de Vézelay, care a scăpat astfel de autoritatea episcopilor Diecezei de Autun. Privilegiile abației au fost confirmate în 868 de regele Carol Pleșuvul.

### Distrugeri
În 873, abația Saint-Père a fost devastată de normanzi care au urcat pe Sena, pe Yonne și pe Cure.
Călugării benedictini s-au reinstalat pe colina Vézelay. Papa Ioan al VIII-lea a târnosit prima biserică carolingiană a mănăstirii în 878, a cărei criptă subzistă în zilele noastre.
În 882, în urma tulburărilor provocate de sarazini în Provența, un călugăr, cu numele Badilon, a fost trimis la Saint-Maximin, în Provența, pentru a aduce relicvele / moaștele Sfintei Maria Magdalena.
Un al doilea incendiu al abației a survenit între 907 și 927.

### Conflicte de ierarhie la începutulsecolului al XI-lea
Primele conflicte între abații de Vézelay și conții de Nevers au izbucnit în 1027. Vor reapărea, în special în 1147, 1149, 1152 și 1161. Cu sprijinul contelui Landry de Nevers, abatele Odilon de Cluny a intervenit la Vézelay pentru a restabili ordinea; și l-a alungat pe abatele Hermann din ea. Această intervenție în sine este controversată în ochii episcopului; alegerea unui înlocuitor pentru Hermann agravează cearta, deoarece Odilon și episcopul nu cad de acord în ceea ce privește alegerea următorului abate din Vézelay.
În acest caz, Odilon justifică intervenția abatelui de Cluny citând privilegiile apostolice care consacrează libertatea abației din Vézelay în fața autorității episcopului; într-adevăr, aceste privilegii apostolice acordate încă din 863 de papa Nicolae I au eliberat abația de Vézelay de ascultarea de episcop prin atașarea abației direct de Roma. Și își revendică alegerea în succesiunea lui Hermann, argumentând un privilegiu al papei Grigore al V-lea (996-999) cu privire la libera alegere a prelatului consacrator.
Acest episod vine într-un moment de confruntare între Mănăstirea Cluny, episcopi și papalitate. Punctul fundamental de dispută dintre acești trei protagoniști este supunerea instituțiilor religioase autorității episcopale, în opoziție cu care abatele de Cluny se plasează folosind autoritatea scaunului Romei pentru a pretinde independența față de episcop. Este vorba, de asemenea, de definirea limitelor respective ale influențelor episcopale și papale, aceasta din urmă urmărind, de asemenea, să se întărească în fața puterii imperiale seculare.
Episcopii se opun energic acestei intervenții a abatelui Cluny în treburile abației de Vézelay. Adunați într-un conciliu la Anse, în 1025, ei reamintesc că acest privilegiu de independență încalcă canonul IV al Conciliului de la Calcedon, care supune mănăstirile episcopului eparhiei lor.
Ca răspuns la episcopi, papa Ioan al XIX-lea a convocat un conciliu la Roma la 26 martie 1027; acolo a reafirmat primatul Bisericii Romane, „cap și balama” al tuturor bisericilor creștinătății. El a adaugat că o traditio a făcut din Cluny proprietatea doar a papalității și că abația a fost așadar plasată sub jurisdicția exclusivă a episcopului Romei. Actul pontifical din 28 martie 1027 confirmă dispensa de la Cluny.
În urma acestui Conciliu de la Roma, abații de la Cluny au căutat să folosească această tradiție a atașării abației de Vézelay la Roma pentru a obține ca toate mănăstirile dependente de Scaunul Romei să intre sub actul pontifical din 28 martie 1027. Aceste ciocniri între diferiții actori ai puterii au exacerbat sentimentele. Episcopul Adalbéron de Laon merge atât de departe încât să-și bată joc de „Regele Odilon” în 1027; Guillaume de Volpiano, clunisian și reformator, scrie că reforma de la Vézelay este periculoasă pentru Cluny, care trebuie să-și abandoneze proiectul și să-l lase pe Hermann, abatele alungat „în mod mârșav” să se întoarcă la Vézelay împreună cu călugării săi.

### Avântul bazilicii din Vézelay însecolul al XI-lea
În 1037, abatele Geoffroy (1037-1052) l-a înlocuit pe abatele Hermann și a reformat abația. A expus moștele Sfintei Maria Magdelena. S-au produs miracole. Pelerinii au venit puhoi și au făcut din Vézelay un punct de trecere important pe Drumul Sfântului Iacob.
În 1050 abația, care era la origine plasată sub patronajul Sfintei Maria, a trecut sub patronajul Mariei Magdalena.
În 1058 papa a recunoscut moaștele, în mod solemn. Textele nu permit să se cunoască succesiunea abaților de Vézelay între 1050 și 1096, data alegerii abatelui Artaud. Se presupune că legarea abației din Vézelay de abația din Cluny nu a putut interveni decât după moartea abatelui Geoffroy, probabil înainte de 1058, iar abatele de Cluny, Hugues de Semur, a îndeplinit funcția de abate de Vézelay pentru a restabili disciplina monastică. Iată ce sugerează Viața Sfântului Hugues, scrisă de Renaud de Semur în jurul anului 1126: „Cine a adus Biserica Sfânta Maria Magdalena înapoi la respectarea regulată primitivă, dacă nu acest om sfânt!” Un act emis de papa Ștefan al IX-lea, în martie 1058, plasează abația Vézelay printre mănăstirile supuse, la acea vreme, starețului Hugues de Cluny. Această ipoteză este cu atât mai probabilă în comparație cu un act al papei Victor al II-lea, emis la 11 iunie 1055, care confirmă concesiunile abației din Cluny, însă nu menționează abația din Vézelay. În 1069 textele menționează un abate Boniface.
Reputația abației a permis satului să prospere. Satul s-a dezvoltat și a devenit un oraș care a atras din ce în ce mai mulți pelerini precum ducele Burgundiei Hugues a II-lea și curtea sa în 1084. Sau, mai târziu, Bernard de Clairvaux (Sfântul Bernard) care a venit să predice a doua cruciadă, în 1146, Filip August și Richard Inimă de Leu, înainte de plecarea lor pentru a treia cruciadă în 1190, sau Ludovic al IX-lea în 1248... În 1076 papa Grigore al VII-lea cita abația din Vézelay printre cele nouă abații supuse regulii de la Cluny.

### Măreția abației cluniacenze la începutul secolului al XII-lea
În 1096 abatele Artaud a întreprins edificarea unei noi biserici, un nou cor și un nou transept au fost construite, lucrările au durat până în 1104. Doar nava bisericii carolingiene a fost păstrată.
În 1098 episcopul Diecezei de Autun, Norgaud de Toucy (1098 - 1112), profitând de cearta cu biserica Saint-Maximin, gelos pe influența abației, a interzis pelerinajul.
Într-un act din 15 noiembrie 1100, papa Pascal al II-lea a confirmat legarea abației din Vézelay de cea de la Cluny. În acest act, el a redus dependințele abației de Cluny la rangul de priorii, dar a autorizat douăsprezece case să-și păstreze titlul de abații. El amintea faptul că abatele trebuie desemnat, fără violență sau viclenie, prin acordul tuturor fraților sau prin „sanior pars”, conform regulii Sfântului Benedict, dar cu avizul abatelui de Cluny. Aceste abații, cum este abația din Vézelay, erau adesea mai vechi decât Cluny și nu acceptau această dependență. În 1103 călugării au obținut sprijinul papei Pascal al II-lea care a emis o bulă de aprobare a relicvelor.
La 21 aprilie 1104 a avut loc târnosirea corului și transeptului noii biserici. Dar în 1106 locuitorii, care n-au mai suportat povara finanțării lucrărilor de construcție, s-au revoltat și l-au ucis pe abatele Artaud. Renaud de Semur (1106-7 august 1129), strănepot al abatelui de Cluny, Hugues de Semur, a devenit abate de Vézelay înainte de a fi arhiepiscop de Lyon. Capitelurile au fost începute, poate, de atunci. 
Numit în 1116/1117 de către abatele Pons de Melgueil, Petru Venerabilul este profesor și prior la Vézelay, până în 1120, înainte de a se alătura abației din Cluny, unde a devenit abate în 1122. Este probabil că a trebuit să inspire temele capitelurilor și timpanelor.
La 21 iulie 1120, în timpul privegherii de Sfânta Maria Magdalena, șarpanta bisericii abațiale a luat foc și s-a prăbușit (cauzând moartea a 1.127 de persoane, după cum aflăm din Chronique de Saint-Maixent). Abatele Renaud de Semur, reparator monasterii Vezeliacensis, a întreprins reconstruirea navei. Lucrarea a fost încheiată prin 1132. Neregularitățile din planul navei din apropierea transeptului se datorează racordării cu stâlpii bisericii abatelui Artaud. Construcția ar fi fost întreprinsă de la vest la est. După 1125 călugării ar fi făcut apel la celebrul Gislebertus din Autun pentru timpanul portalului central care, în ciuda distrugerii provocate în timpul Revoluției franceze (1789-1799), oferă câteva urme ale stilului său. Pe de altă parte, Jean Adhémar atribuie timpanul portalului central maestrului capitelurilor galeriei de trecere dintre cor și absidă din Cluny.
În 1129, în ciuda sfaturilor repetate ale papilor Calixt al II-lea în 1120 și Honoriu al II-lea în 1125, după plecarea lui Renaud de Semur care a fost numit arhiepiscop de Lyon, călugării n-au respectat sfaturile abatelui de Cluny și au numit un abate care a primit binecuvântarea episcopului de Autun, prea fericit pentru a-și reda autoritatea asupra abației. În 1131, cu aprobarea papei Inocențiu al II-lea, abatele de Cluny, Petru Venerabilul, l-a ales pe sub-priorul de Cluny, Alberic, ca abate de Vézelay. Călugării răzvrătiți față de autoritatea episcopului de Cluny au fost distribuiți în mănăstirile clunisiene. Noul abate a trebuit să înfrunte opoziția călugărilor, cea a episcopului de Autun Étienne I de Baugé, apoi Robert de Burgundia, și ostilitatea conților de Nevers Guillaume al II-lea și Guillaume al III-lea.
În 1132 s-a sfințit capela pelerinilor, care este cel mai probabil capela pensiunii. După 1135 și finalizarea naosului, au continuat lucrările la pronaos, construcția celor trei travee ale nartexului roman din partea din față a naosului. Renaud de Semur dorise să dea un sens special realizării sale mulțumită unui vast program sculptat: cele trei portaluri ale naosului erau încredințate sculptorilor, dintre care sculptorul principal executase capitelele absidei din Cluny. Construcția acestui naos frontal a fost necesară pentru a permite formarea procesiunilor ca la Cluny.
În 1138 Alberic a fost numit cardinal-episcop de Ostia. Fratele abatelui din Cluny, Pierre le Vénérable, Ponce de Montboissier, a fost ales abate de Vézelay. Acest nou abate a dorit să restabilească independența abației față de episcopul de Autun. Între 1145 și 1152 a fost realizată construirea bolții capelei Saint-Michel situată la etaj pe galeria cu o cruce cu nervuri, cea mai veche din Burgundia și una dintre cele mai vechi din Franța. Sfințirea capelei a fost făcută de către Hugues d'Amiens, arhiepiscop de Rouen (1129-1164).
În 1151 papa Eugen al III-lea a inițiat o anchetă asupra drepturilor episcopilor de Autun și ale abaților din Vézelay.
În 1152 la Vézelay a fost comemorată amintirea dezastruoasei cruciade a doua. Bernard, abatele de Clairvaux, ar fi ținut o predică de sprijinire a cruciadei la 31 martie 1146, în ziua de Paști, în fața unei uriașe mulțimi adunate pe versantul nordic al dealului.